# Grijsbuikkardinaal
De grijsbuikkardinaal (Caryothraustes poliogaster) is een zangvogel uit de familie Cardinalidae (kardinaalachtigen).

## Verspreiding en leefgebied
Deze soort telt 2 ondersoorten:
- C. p. poliogaster: zuidoostelijk Mexico, Belize, noordelijk Guatemala en noordelijk Honduras.
- C. p. scapularis: van oostelijk Honduras tot westelijk Panama.